# Pip
pip（"Pip Installs Packages"または"Pip Installs Python"や"Package Installer for Python"など諸説ある)はPythonで書かれたパッケージソフトウェアをインストール・管理するためのパッケージ管理システムである。多くのPythonパッケージは、Python Package Index (PyPI) 上にある。
pipはPython 2.7.9以降、Python 3.4以降からデフォルトで付属するようになった。

## コマンドラインインターフェース

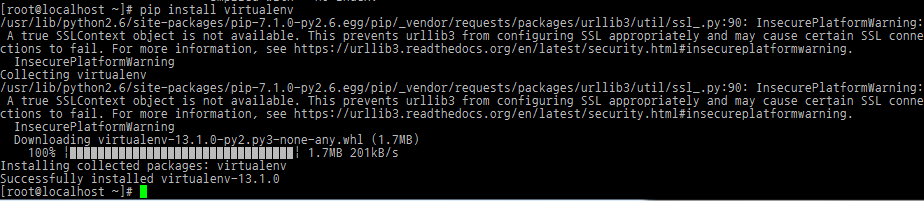
pip install virtualenvの出力画面

pipを用いる主な利点は、コマンドラインインターフェースで簡単にPythonのパッケージソフトウェアをインストールできることである。次の一行でパッケージのインストールを行える。
pip install some-package-name
パッケージをアンインストールするときも同様に一行でできる。
pip uninstall some-package-name
pipで一番重要な機能は、ファイルに必要なパッケージのリストとそのバージョンを書いておけば簡単にパッケージ管理を行えるという点である。この機能は他のコンピュータや仮想環境に同じPythonの環境を用意するときに非常に役に立つ。この機能を使うには、適切なフォーマットで必要なパッケージを「requirements.txt」ファイルに書き、次のコマンドを実行すればよい。
pip install -r requirements.txt
またpipはsdistをinstallできる（例: pip install git+https://github.com/...）。この際 setuptools（setup.py/setup.cfg）以外のビルドシステムをpyproject.toml（PEP 518）に指定できる。

## webホスティングサービスへの利用
pipはHerokuが提供しているようなwebホスティングサービスをサポートするためにも使われる。